# Martin Kotůlek
Martin Kotůlek (* 11. září 1969, Olomouc) je bývalý český fotbalista, reprezentant Československa a České republiky, držitel stříbrné medaile z mistrovství Evropy roku 1996 (nastoupil v semifinálovém utkání proti Francii ).

## Klubová kariéra
Začínal v Těšeticích, dále hrál v Náměšti na Hané. V domácí lize (nejprve federální československé, posléze české) hrál nejdéle za Sigmu Olomouc. Prožil s ní její nejslavnější "brücknerovskou" éru, hrál v jejím dresu tehdy i čtvrtfinále poháru UEFA. V lize se Sigmou dosáhl maxima v roce 1996 (2. místo). Odehrál za hanácký klub 256 ligových zápasů a vstřelil 9 gólů. V Sigmě hrál v letech 1986–1989 a 1990–2000. Prošel i dalšími domácími kluby: vojnu trávil v Dukle Banská Bystrica (1989–1990]), 90 ligových startů a 3 branky v nich si připsal za FC Stavo Artikel Brno (2000–2004), prvoligovou kariéru završil v SFC Opava (2004–2005). V nejvyšší soutěži odehrál celkem 412 zápasů, vstřelil 12 branek. Končil v tehdy druholigovém 1. HFK Olomouc (2005–2008).

## Reprezentační kariéra
V reprezentaci odehrál 8 zápasů, z toho 7 v dresu české a 1 v československé. Celkem v národním dresu odehrál 582 minut a neskóroval.
| Rok    | Zápasy | Góly |
| ------ | ------ | ---- |
| 1991   | 1      | 0    |
| Celkem | 1      | 0    |

| Rok    | Zápasy | Góly |
| ------ | ------ | ---- |
| 1994   | 1      | 0    |
| 1995   | 1      | 0    |
| 1996   | 3      | 0    |
| 1997   | 1      | 0    |
| 1998   | 1      | 0    |
| Celkem | 7      | 0    |

## Trenérská kariéra
V květnu 2013 po domácí prohře 0:2 s Teplicemi převzal po Romanu Pivarníkovi mužstvo Sigmy Olomouc. Do konce ročníku 2012/13 scházela 4 kola, Olomouc se nacházela na 4. místě tabulky. Jeho premiéra byla úspěšná, 11. května Olomouc dovedl na stadionu Na Litavce k výhře 2:0 nad zachraňující se Příbramí. Domácí premiéra na Andrově stadionu 22. května nedopadla ideálně, Olomouc prohrála s Viktorií Plzeň 0:1.